# Colwall
Colwall – wieś w Anglii, w hrabstwie Herefordshire. Leży 25 km na wschód od miasta Hereford i 167 km na północny zachód od Londynu. W 2001 miejscowość liczyła 2433 mieszkańców.